# Dipè
Dipè (grec antic: Δίποινος, llatí: Dipoenus) va ser un escultor grec molt antic que sempre apareix esmentat conjuntament amb Escil·lis. La llegenda els feia deixebles de Dèdal, i el seu estil rebia el nom de dedalià. Tot i això, no hi ha dubte que eren personatges reals, i no pas simples personatges mitològics.
Plini el Vell diu que Dipè va néixer a Creta abans del regnat de Cir II el Gran, cap a la 50 Olimpíada (ca. 580 aC), i que d'allí va anar a Sició, la capital de l'art grec en aquell moment, juntament amb Escil·lis, on els dos van fer estàtues dels déus, però no van acabar la feina per alguna baralla amb els contractants i se'n van anar a Etòlia. Una plaga de fam es va abatre sobre Sició i l'oracle de Delfos va dir que no s'arreglaria fins que els dos escultors acabessin les estàtues que havien començat. El govern de Sició va aconseguir, amb recompenses i grans regals, que els dos escultors tornessin i van acabar l'obra. Plini diu que eren estàtues d'Apol·lo, Àrtemis, Hèracles i Atena. Plini també diu que van ser els primers a treballar el marbre i que treballaven el de l'illa de Paros.
Pausànias diu que van fer una estàtua d'Atena a Cleones i a Argos un grup que representava a Càstor i Pòl·lux amb les seves esposes Hilaïra i Febe, i els seus fills Anàxies i Mnasínous. El grup estava fet de banús, excepte algunes parts dels cavalls que eren d'ivori. Climent d'Alexandria menciona aquestes estàtues de Càstor i Pòl·lux i unes altres estàtues d'Hèrcules i d'Artemisa a Sició.
Van ser deixebles seus: Tecteu, Angelió, Learc de Rhègion, Doríclides, Medó, Dontes i Teocles (els quatre darrers espartans), com explica Pausànias.